# Оме (город)
О́ме (яп. 青梅市 О:мэ-си) — город в Японии, находящийся в префектуре Токио. Площадь города составляет 103,26 км², население — 133 587 человек (1 октября 2020), плотность населения — 1293,70 чел./км².

## Географическое положение
Город расположен на острове Хонсю в префектуре Токио региона Канто. С ним граничат города Хамура, Акируно, Ирума, Ханно и посёлки Хиноде, Мидзухо, Окутама.

## Население
Население города составляет 133 587 человек (1 октября 2020), а плотность — 1293,70 чел./км². Изменение численности населения с 1980 по 2005 годы:
| 1980 | 98 990 чел.  |  |
| 1985 | 110 828 чел. |  |
| 1990 | 125 960 чел. |  |
| 1995 | 137 234 чел. |  |
| 2000 | 141 394 чел. |  |
| 2005 | 142 354 чел. |  |

## Символика
Деревом города считается криптомерия, цветком — цветок сливы японской, птицей — Cettia diphone.